# Kvivi
Kvivi (Chasmistes cujus) är en fiskart som beskrevs av Cope, 1883. Kvivi ingår i släktet Chasmistes och familjen Catostomidae. IUCN kategoriserar arten globalt som akut hotad. Inga underarter finns listade i Catalogue of Life.

## Utbredning
Kvivi är endemisk i Pyramid Lake i Nevada.